# Vie nuove
Vie nuove è stata una rivista legata al Partito Comunista Italiano fondata nel 1946 da Luigi Longo.

## Storia
Il primo numero uscì il 22 settembre 1946, con formato simile al quotidiano l'Unità e foliazione di otto pagine: l'editoriale, che occupa quasi tutta la prima pagina, s'intitola "Cambiare strada!" ed è firmato dal segretario generale del PCI, Palmiro Togliatti. 
La testata, manoscritta in rosso su una grande foto di manifestazione popolare, è così spiegata: « Studiare e indicare le nuove vie perché la ricostruzione possa finalmente avere luogo senza chiedere ulteriori sacrifici ai lavoratori stremati: questa la linea direttrice del nostro settimanale. »
Inizialmente sottotitolata "Settimanale di orientamento e lotta politica", la rivista «fu costretta fin quasi da subito a dare ampio spazio ad argomenti leggeri e allo sport se voleva far concorrenza alle pubblicazioni commerciali. Nel 1948 era molto più simile alla Domenica del Corriere che a Rinascita».
Nel 1952 Vie nuove (che in quell'anno tirava 258 000 copie) passò alla quadricromia e modificò il sottotitolo in "settimanale di politica, attualità e cultura". L'apertura della rivista alle tematiche "leggere" provocò critiche all'interno del PCI, che vennero però più volte rintuzzate da esponenti non certo tacciabili di "leggerezza culturale" come il latinista Concetto Marchesi che, in un intervento all'VIII congresso del PCI così si espresse: «Noi dobbiamo combattere l'idea diffusa che tutto nel nostro mondo comunista sia uggia, pesantezza, musoneria [...] E lo sa bene il compagno Luigi Longo, che su Vie nuove ha aperto le colonne alle belle figliole. Mondanità? Sia pure».
Su Vie nuove Pier Paolo Pasolini, su invito di Maria Antonietta Macciocchi, che diresse la rivista dal 1956 al 1961, tenne tra il 4 giugno 1960 e il 30 settembre 1965 una rubrica di dialoghi con il lettore, una scelta dei quali fu pubblicata col titolo Le belle bandiere. Dialoghi 1960-65 (a cura di Gian Carlo Ferretti, Editori Riuniti, Roma 1977).
Il settimanale ospitava, fra l'altro, una rubrica fissa di riflessione tenuta dalla scrittrice Lorenza Mazzetti, e una di fotografia curata dal noto fotografo Ando Gilardi.
Il 28 aprile 1971 la rivista mutò nome in Giorni-Vie nuove e iniziò una nuova numerazione, ma sempre sotto la guida di Davide Lajolo (già direttore dal 1969). Dall'ottobre 1974 la testata divenne semplicemente Giorni e come tale proseguì le pubblicazioni fino al luglio 1978. 
L'archivio fotografico della rivista è conservato presso l'Archivio audiovisivo del movimento operaio e democratico.

### Direttori
I direttori della testata furono: Luigi Longo (dalla fondazione al novembre 1956), Maria Antonietta Macciocchi (dal novembre 1956 al novembre 1961); Giorgio Cingoli (dal novembre 1961 al gennaio 1963), Paolo Bracaglia Morante (dal gennaio 1963 al settembre 1967), Mario Melloni, noto con lo pseudonimo di Fortebraccio (dall’ottobre 1967 al maggio 1969), Davide Lajolo (dal giugno 1969 alla chiusura).